# Prix Gaston-Brunet
Le prix Gaston-Brunet est une course hippique de trot attelé se déroulant fin août ou début septembre (en avril avant 2022).
C'est une course de Groupe II réservée aux chevaux de 4 ans, hongres exclus, ayant gagné au moins 32 000 €.
Depuis 2022, elle se court sur la distance de 2 700 mètres sur l'hippodrome de Vincennes. De 2018 à 2021, elle se disputait sur la distance de  2 875 mètres sur l'hippodrome d'Enghien-Soisy et avant 2018 sur 2 100 mètres (grande et petite piste) sur l'hippodrome de Vincennes, départ à l'autostart. En 2024, l'allocation est de 120 000 €, dont 54 000 € pour le vainqueur.
La course honore la mémoire de Gaston Brunet, propriétaire-éleveur, membre du comité de la Société du demi-sang, président des sociétés de course de Cormelles-le-Royal et de Flers. Le prix Gaston-Brunet est créé en avril 1965, prenant dans le calendrier la place du prix de Jonzac au conditions similaires, mais il n'est alors qu'une course secondaire dont l'allocation est quatre fois moins importante que le prix d'Essai qu'il précède dans la journée,. Il n'est promu au niveau des semi-classiques qu'en 1981,. Son équivalent pour les juments est le prix Gaston-de-Wazières se disputant le même jour. Avant que celui-ci ne soit réservé aux femelles, le prix Gaston-Brunet leur était également ouvert.

## Palmarès depuis 1981
| Année | Vainqueur                                                      | Père                                                           | Driver                                                         | Entraîneur                                                     | Distance                                                       | Réd.km                                                         |
| ----- | -------------------------------------------------------------- | -------------------------------------------------------------- | -------------------------------------------------------------- | -------------------------------------------------------------- | -------------------------------------------------------------- | -------------------------------------------------------------- |
| 2024  | Kataki de Wallis                                               | Charly du Noyer                                                | Gabriele Gelormini                                             | Arnaud Chavatte                                                | 2 700 m                                                        | 1'12"5                                                         |
| 2023  | Jushua Tree                                                    | Bold Eagle                                                     | Jean-Michel Bazire                                             | Jean-Michel Bazire                                             | 2 700 m                                                        | 1'12"2                                                         |
| 2022  | Italiano Vero                                                  | Ready Cash                                                     | David Thomain                                                  | Philippe Allaire                                               | 2 700 m                                                        | 1'13"                                                          |
| 2021  | Hatchet Man                                                    | Goetmals Wood                                                  | David Thomain                                                  | Philippe Allaire                                               | 2 875 m                                                        | 1'13"2                                                         |
| 2020  | Course non disputée (confinement dû à la pandémie de Covid-19) | Course non disputée (confinement dû à la pandémie de Covid-19) | Course non disputée (confinement dû à la pandémie de Covid-19) | Course non disputée (confinement dû à la pandémie de Covid-19) | Course non disputée (confinement dû à la pandémie de Covid-19) | Course non disputée (confinement dû à la pandémie de Covid-19) |
| 2019  | Face Time Bourbon                                              | Ready Cash                                                     | Björn Goop                                                     | Sébastien Guarato                                              | 2 875 m                                                        | 1'13"5                                                         |
| 2018  | Earl Simon                                                     | Prodigious                                                     | Franck Ouvrie                                                  | Jarmo Niskanen                                                 | 2 875 m                                                        | 1'12"8                                                         |
| 2017  | Dijon                                                          | Ganymède                                                       | Romain Derieux                                                 | Romain Derieux                                                 | 2 100 m                                                        | 1'12"5                                                         |
| 2016  | Charly du Noyer                                                | Ready Cash                                                     | Yoann Lebourgeois                                              | Philippe Allaire                                               | 2 100 m                                                        | 1'12"4                                                         |
| 2015  | Brillantissime                                                 | Ready Cash                                                     | Pierre Vercruysse                                              | Philippe Allaire                                               | 2 100 m                                                        | 1'13"5                                                         |
| 2014  | Aladin d'Écajeul                                               | Quaker Jet                                                     | Éric Raffin                                                    | Sébastien Guarato                                              | 2 100 m                                                        | 1'13"                                                          |
| 2013  | Vigove                                                         | Gazouillis                                                     | Pierre Vercruysse                                              | Franck Leblanc                                                 | 2 100 m                                                        | 1'12"8                                                         |
| 2012  | Uhlan du Val                                                   | Isléro de Bellouet                                             | Cédric Mégissier                                               | Cédric Mégissier                                               | 2 100 m                                                        | 1'12"2                                                         |
| 2011  | The Best Madrik                                                | Coktail Jet                                                    | Jean-Étienne Dubois                                            | Jean-Étienne Dubois                                            | 2 100 m                                                        | 1'13"9                                                         |
| 2010  | Sévérino                                                       | Gobernador                                                     | Christian Bigeon                                               | Christian Bigeon                                               | 2 100 m                                                        | 1'13"2                                                         |
| 2009  | Repeat Love                                                    | Coktail Jet                                                    | Jean-Pierre Dubois                                             | Jean Baudron                                                   | 2 100 m                                                        | 1'13"4                                                         |
| 2008  | Quaro                                                          | Kiwi                                                           | Jean-Michel Bazire                                             | Fabrice Souloy                                                 | 2 100 m                                                        | 1'14"2                                                         |
| 2007  | Pitt Cade                                                      | Fortuna Fant                                                   | Jean-Claude Hallais                                            | Jean-Claude Hallais                                            | 2 100 m                                                        | 1'13"8                                                         |
| 2006  | Opus Viervil                                                   | Jag de Bellouet                                                | Christophe Gallier                                             | Christophe Gallier                                             | 2 100 m                                                        | 1'12"6                                                         |
| 2005  | Nadaillac                                                      | Urane Sautonne                                                 | Jean-William Hallais                                           | Jean-Claude Hallais                                            | 2 100 m                                                        | 1'13"9                                                         |
| 2004  | Meaulnes du Corta                                              | Voici du Niel                                                  | Jean-Michel Bazire                                             | Laurent-Claude Abrivard                                        | 2 100 m                                                        | 1'14"5                                                         |
| 2003  | L'Océan d'Urfist                                               | Hibiscus du Rib                                                | Stéphane Guelpa                                                | Stéphane Guelpa                                                | 2 100 m                                                        | 1'13"3                                                         |
| 2002  | Kesaco Phedo                                                   | Caballio in Blue                                               | Wilhelm Paal                                                   | Philippe Allaire                                               | 2 100 m                                                        | 1'14"                                                          |
| 2001  | Jasmin de Flore                                                | Vivier de Montfort                                             | Jean-Michel Bazire                                             | Michael-Jean Ruault                                            | 2 100 m                                                        | 1'17"                                                          |
| 2000  | Ipson de Mormal                                                | Biesolo                                                        | Ulf Nordin                                                     | Ulf Nordin                                                     | 2 100 m                                                        | 1'15"                                                          |
| 1999  | Hand du Vivier                                                 | And Arifant                                                    | Jean-Pierre Thomain                                            | Jean-Yves Lecuyer                                              | 2 700 m                                                        | 1'15"8                                                         |
| 1998  | Gavroche Perrine                                               | Ténor de Baune                                                 | Jean-Baptiste Bossuet                                          | Jean-Baptiste Bossuet                                          | 2 700 m                                                        | 1'15"9                                                         |
| 1997  | Florilège                                                      | Tipouf                                                         | Michel Lenoir                                                  | Vincent Collard                                                | 2 700 m                                                        | 1'18"3                                                         |
| 1996  | Écho                                                           | Qlorest du Vivier                                              | Pierre Vercruysse                                              | Jean-Étienne Dubois                                            | 2 700 m                                                        | 1'16"7                                                         |
| 1995  | Dahir de Prélong                                               | Fakir du Vivier                                                | Bertrand Lefèvre                                               | Bertrand Lefèvre                                               | 2 175 m                                                        | 1'16"3                                                         |
| 1994  | Colt Fortysix                                                  | Podosis                                                        | Loïc Lerenard                                                  | Loïc Lerenard                                                  | 2 175 m                                                        | 1'14"2                                                         |
| 1993  | Bon Vivant                                                     | Rainbow Runner                                                 | Jean-Pierre Dubois                                             | Jean-Pierre Dubois                                             | 2 375 m                                                        | 1'18"4                                                         |
| 1992  | As du Clos                                                     | Kairon                                                         | Jules Lepennetier                                              | Jules Lepennetier                                              | 2 300 m                                                        | 1'16"8                                                         |
| 1991  | Vip Tilly                                                      | Istraéki                                                       | Alain Laurent                                                  | Jacky Béthouart                                                | 2 300 m                                                        | 1'16"6                                                         |
| 1990  | Ugh                                                            | Honorin                                                        | Michel Roussel                                                 | Alain Houssin                                                  | 2 150 m                                                        | 1'15"4                                                         |
| 1989  | Theo Del Amor                                                  | Granit                                                         | René Fabre                                                     | René Fabre                                                     | 2 150 m                                                        | 1'17"5                                                         |
| 1988  | Sabre d'Avril                                                  | Hadol du Vivier                                                | Jean-Pierre Viel                                               | Jean-Pierre Viel                                               | 2 150 m                                                        | 1'15"7                                                         |
| 1987  | Ruanito d'Arc                                                  | Dianthus                                                       | Ulf Nordin                                                     | Ulf Nordin                                                     | 2 150 m                                                        | 1'15"8                                                         |
| 1986  | Quadrophenio                                                   | Dekeel                                                         | Daniel Béthouart                                               | Daniel Béthouart                                               | 2 150 m                                                        | 1'17"2                                                         |
| 1985  | Potin d'Amour                                                  | Chambon P                                                      | Jan Kruithof                                                   | Jan Kruithof                                                   | 2 300 m                                                        | 1'17"5                                                         |
| 1984  | Orco                                                           | Carlo d'Orsay                                                  | Gérard Mascle                                                  | Domingo Perea                                                  | 2 275 m                                                        | 1'17"3                                                         |
| 1983  | Nodesso                                                        | Quioco                                                         | Bernard Bédeloup                                               | Bernard Bédeloup                                               | 2 250 m                                                        | 1'17"2                                                         |
| 1982  | Minou du Donjon                                                | Quioco                                                         | Jean-Claude Rivault                                            | Jean-Claude Rivault                                            | 2 250 m                                                        | 1'17"4                                                         |
| 1981  | Ludo du Chignon                                                | Quioco                                                         | Ghislain Fontenay                                              | Ghislain Fontenay                                              | 2 250 m                                                        | 1'17"                                                          |

## Sources
- Pour les conditions de course et le palmarès : site de la SETF